# Marantochloa filipes
Marantochloa filipes là một loài thực vật có hoa trong họ Marantaceae. Loài này được (Benth.) Hutch. mô tả khoa học đầu tiên năm 1936.